# Logo de secuencias
En bioinformática, un logo de secuencias es una representación gráfica de la conservación de una secuencia de nucleótidos (en una cadena de ADN o de ARN), o de aminoácidos (en secuencias de proteínas).
Para crear logos de secuencias, las secuencias relacionadas de ADN, ARN o proteínas, o bien secuencias de ADN que comparten lugares de unión conservados, son alineadas hasta que las partes más conservadas crean buenos alineamientos. Se puede crear entonces un logo de secuencias a partir del alineamiento múltiple de secuencias conservadas. El logo de secuencias pondrá de manifiesto el grado de conservación de los residuos en cada posición: un menor número de residuos diferentes provocará mayor tamaño en las letras, ya que la conservación es mejor en esa posición. Los residuos diferentes en la misma posición se escalarán de acuerdo a su frecuencia. Los logos de secuencias pueden usarse para representar sitios conservados de unión al ADN, donde quedan unidos los factores de transcripción. 

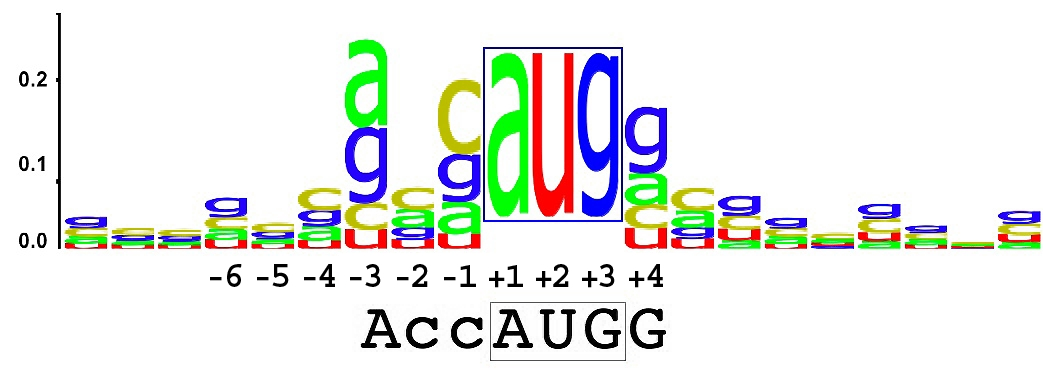
Un logo de secuencias mostrando las bases más
conservadas alrededor del codón de inicio para todos los ARNm humanos.

Según lo visto, las letras de mayor altura representarán residuos únicos. Además, y por consenso, las bases más conservadas (las de mayor frecuencia de aparición y, por lo tanto, las más probables para esa determinada posición) se representan en la parte más alta de las pilas de residuos y, a la inversa, las menos conservadas irán ocupando, de forma proporcional, las posiciones inferiores. 

## También en la Wikipedia
- Alineamiento de secuencias